# Kolu kanal
Kolu kanal (fi. Kolun kanava) är en kanal som förbinder sjön Nilakka med insjöfjärden Rasvanki i Iisvesi. Den ligger i Tervo kommun. Kanalen är 2100 meter lång, har en sluss och en höjdskillnad på 4,50–4,55 meter. Kanalen byggdes 1892–1895 och förnyades 1973–1976.